# Marino Guarano
Marino Guarano o Guarani (Melito di Napoli, 1º aprile 1731 – 1802) è stato un presbitero e giurista italiano, docente dell'Università di Napoli.

## Biografia
Nato nel 1731 a Melito, comune dell'attuale città metropolitana di Napoli, rimasto orfano in giovane età, Guarano nel 1743 entrò nel seminario di Napoli dove ebbe modo di studiare lingue e letterature classiche. Terminato il seminario, studiò filosofia, teologia e diritto e frequentò gli ambienti illuministici napoletani, in quel tempo particolarmente vivaci. All'Università di Napoli ebbe, tra gli altri, come insegnanti il filosofo ed economista Antonio Genovesi e il giurista Giuseppe Pasquale Cirillo.
Dopo aver ricevuto l'ordinazione sacerdotale, nel 1760 Guarano iniziò l'insegnamento privato di teologia e diritto canonico. Tentò, senza successo, la carriera universitaria nell'ateneo napoletano e, solo nel 1776, riuscì a vincere il concorso per la seconda cattedra di istituzioni civili e, l'anno successivo, quello per la prima cattedra. La sua carriera accademica proseguì con le cattedre di diritto del Regno, diritto canonico, civile e feudale.
Nel 1799 pubblicò un componimento celebrativo in lode dell'ingresso a Napoli delle truppe francesi guidate dal generale Jean Étienne Championnet. Caduta la Repubblica Napoletana, con la restaurazione borbonica, fu arrestato e condannato all'ergastolo ma, grazie all'interessamento di un giudice che era stato suo allievo, ebbe la pena commutata in esilio. Alla fine del gennaio 1800, partì per la Francia, stabilendosi prima a Marsiglia e poi a Parigi ove rimase sino al 1802, quando, dopo il trattato di pace tra Francia e Regno di Napoli, ebbe l'opportunità di tornare in patria.
Morì in quello stesso anno, poco più che settantenne, in un giorno e luogo imprecisato, durante il viaggio che lo riportava a Napoli, dopo una sosta di qualche giorno a Firenze, vittima forse di una rapina.

## Riconoscimenti
Una scuola media della città natale è intitolata al suo nome.

## Opere (selezione)
- Marini Guarani Syntagma romani juris ac patrii concinnatum auditorio suo, secundum seriem Institutionum Imperialium..., Neapoli, excudebant Simones fratres, 1768-1773.
- Marini Guarani Jus regni Neapolitani novissimum concinnatum auditorio suo, Neapoli, excudebant Simones fratres, 1774.
- Marini Guarani in Universitate neapolitana ordinarii antecessoris praelectio ad Friderici Constitutionem ut de successionibus recitata in petitione sua pridie idus septembris anno 1782, s.l., s. n., 1782?
- Marini Guarani in Universitate neapoletana iuris civilis primarii professoris temporarii tituli in funere Caroli III regis Hispaniarum scripti iussu Caietani Verrusi populi neapolitani tribuni, s.l., s. n., 1789?
- Ius feudale Neapolitanum, ac Siculum , Neapoli, ex typ. Simoniana, 1792-1794.